# Камполі-дель-Монте-Табурно
Камполі-дель-Монте-Табурно (італ. Campoli del Monte Taburno) — муніципалітет в Італії, у регіоні Кампанія, провінція Беневенто.
Камполі-дель-Монте-Табурно розташоване на відстані близько 200 км на південний схід від Рима, 50 км на північний схід від Неаполя, 12 км на захід від Беневенто.
Населення — 1546 осіб (2014).
Щорічний фестиваль відбувається 9 травня. Покровитель — святий Миколай.

## Демографія
Населення за роками:

Станом на 1 січня 2023 року в муніципалітеті офіційно проживало 111 іноземців з 19 країн, серед них 18 громадян країн Євросоюзу та 2 громадяни України.

## Сусідні муніципалітети
- Аполлоза
- Кастельпото
- Каутано
- Монтезаркьо
- Токко-Каудіо
- Вітулано